# Uprising (album av Entombed)
Uprising är det sjätte fullängdsalbumet av death metal-bandet Entombed, släppt 2000 av Threeman Recordings. "Say It in Slugs" är en omarbetning av titelspåret på Left Hand Path. Fred Estby från Dismember står för trumspelet på låtarna "Year in Year Out" och "Returning to Madness".  

## Låtlista
1. "Seeing Red" - 3:29
2. "Say It in Slugs" - 4:47
3. "Won't Back Down" - 3:13
4. "Insanity's Contagious" - 2:52
5. "Something Out of Nothing" - 3:13
6. "Scottish Hell" - 3:08
7. "Time Out" - 4:00
8. "The Itch" - 4:23
9. "Year in Year Out" - 2:39
10. "Returning to Madness" - 3:15
11. "Come Clean" - 2:52
12. "In the Flesh" - 5:53

### Bonusspår på USA-utgåvan
1. "Superior" - 3:46
2. "The Only Ones" - 2:41
3. "Words" - 3:19

### Bonusspår på den japanska utgåvan
1. "Enlist" - 2:47

## Banduppsättning
- L-G Petrov - sång
- Uffe Cederlund - gitarr, bakgrundssång, orgel
- Jörgen Sandström - bas
- Alex Hellid - gitarr
- Peter Stjärnvind - trummor

### Gästmusiker
- Fred Estby - trummor på spår 9 och 10
- Jonas Lundberg - maracas på spår 4, tamburin på spår 7